# ترینیتی ویلیج (کالیفرنیا)
ترینیتی ویلیج (به انگلیسی: Trinity Village) یک منطقهٔ مسکونی در ایالات متحده آمریکا است که در شهرستان ترینیتی، کالیفرنیا واقع شده‌است. ترینیتی ویلیج ۱۰٫۳۹۵ کیلومتر مربع مساحت و ۲۹۷ نفر جمعیت دارد و ۳۹۲٫۸۹ متر بالاتر از سطح دریا واقع شده‌است.